# Abtei Notre-Dame de Coulombs

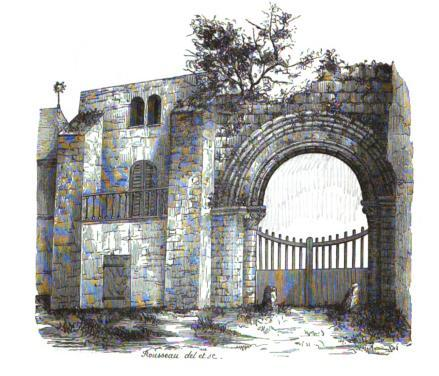
Glockenturmsockel und Torbogen, 1863

Die Abtei Notre-Dame de Coulombs ist eine ehemalige Benediktinerabtei im Bistum Chartres, Provinz Sens, die ihren Sitz in Coulombs im Département Eure-et-Loir hatte.
Nur der Sockel eines Glockenturms und ein Torbogen, die per Dekret vom 2. Januar 1976 als Monument historique unter Denkmalschutz gestellt wurden, sind noch erhalten. Einige Überreste werden auch in der Schatzkammer der Kathedrale von Chartres und im Musée du Louvre aufbewahrt.

## Geschichte

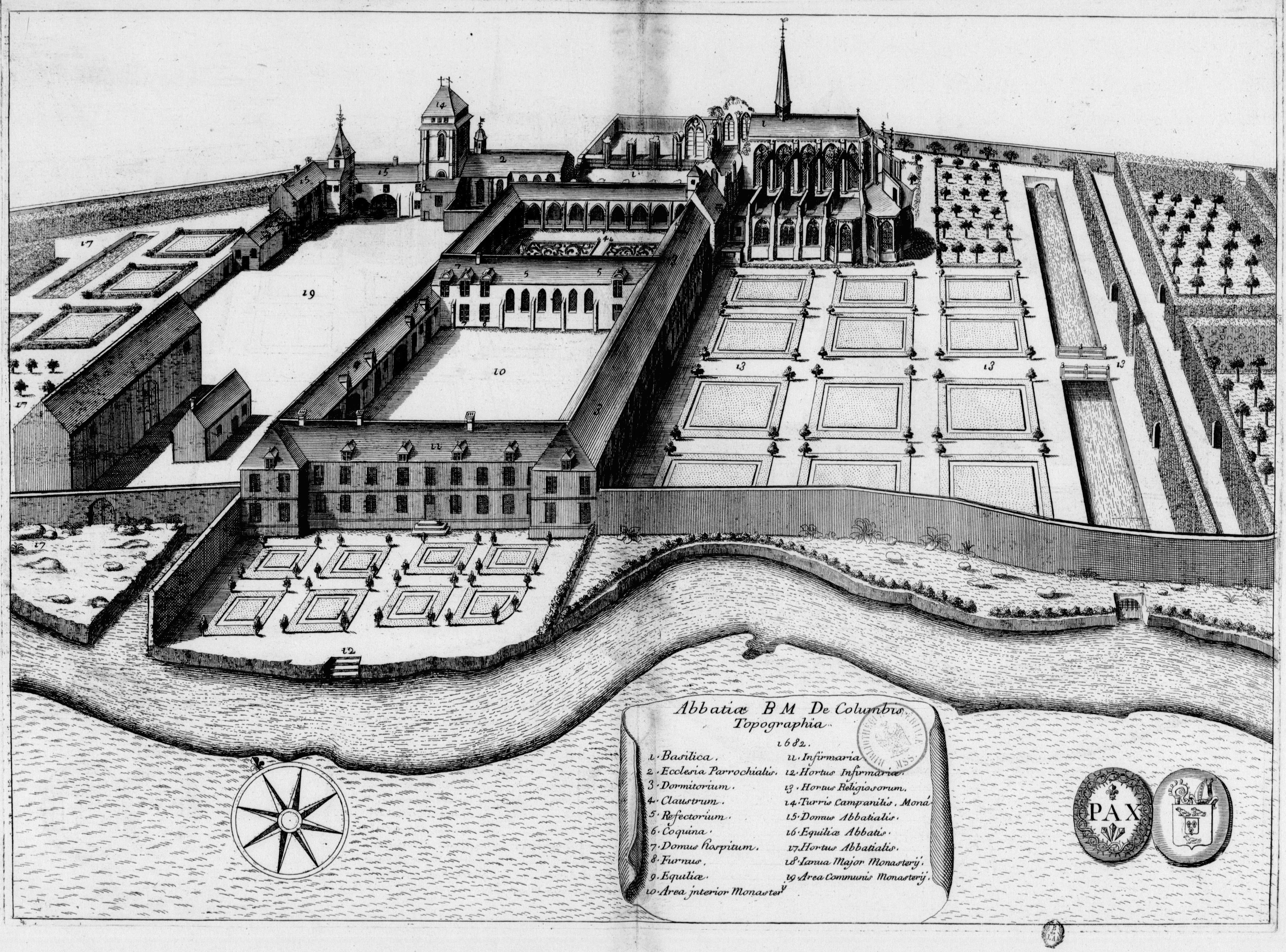
Gesamtansicht der Abtei im Jahr 1682

Die ursprüngliche Abtei fiel im 9. Jahrhundert den Normannen zum Opfer. Nach dem Wiederaufbau durch die Mönche wurde sie im darauffolgenden Jahrhundert erneut verwüstet. Erst als Roger I., Bischof von Beauvais, die Abtei in seinen Besitz nahm, begann ihre Restaurierung. Das Portal aus dem Jahr 1030 ist ein Werk von Odoric, dem Bischof von Orléans. Bis zum 14. Jahrhundert erlebte die Abtei eine Blütezeit, bevor sie während des Hundertjährigen Krieges verfiel. Im 15. Jahrhundert erfolgte ein umfassender Wiederaufbau. Doch 1562 wurde sie erneut, diesmal durch die Hugenottenkriege, schwer beschädigt. Die Französische Revolution vollendete 1789 schließlich die Zerstörung, die die Kriege begonnen hatten. Im Jahr 1817 ließ der damalige Besitzer die verbliebenen Gebäude abreißen, wobei ein Teil des Materials für den Bau der königlichen Kapelle in Dreux verwendet wurde.

## Architektur

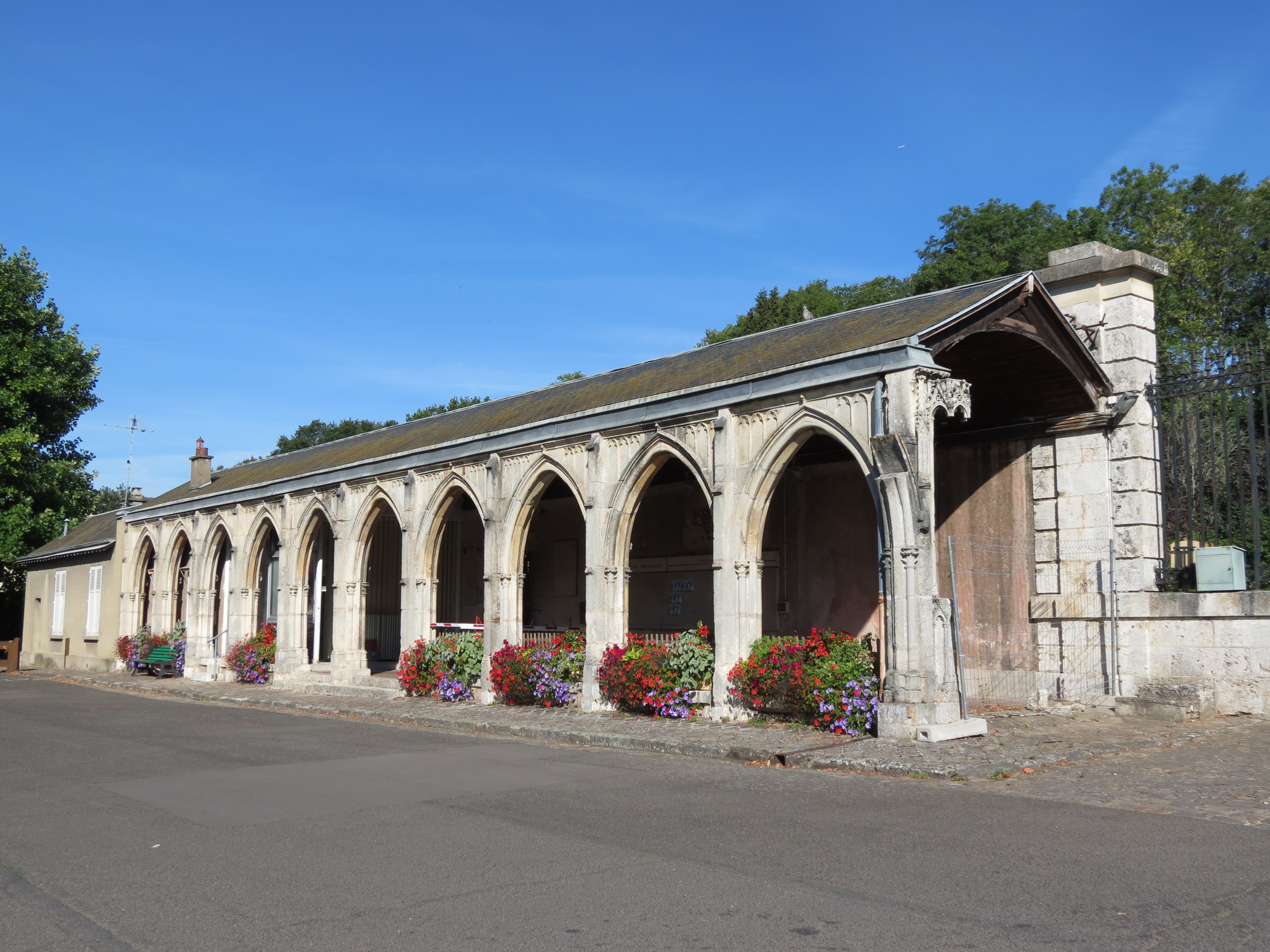
Die in Lèves wieder aufgebauten Teile des Kreuzgangs der Abtei Notre-Dame de Coulombs

Das Portal aus dem 11. Jahrhundert ist gut erhalten. Es weist eine Rundbogenöffnung auf, deren Innenbogen auf zwei Säulen mit figürlichen Kapitellen ruht. Auf der linken Seite befinden sich die Reste der Grundmauern eines ehemaligen Glockenturms, der zu einem Wohnhaus umgebaut wurde. Ein Teil des Kreuzgangs wurde nach Lèves gebracht, wo sich die frühere Abtei Notre-Dame de Josaphat befand.

## Liste der Äbte
- +1026–1047: Béranger
- 1047–1063: Geoffroy
- 1063–1078: Robert I. de Saint-André
- 1078–1090: Thibaud I.
- 1090–1091: Gautier I.
- 1091–1102: Étienne I.
- 1102–1105: Ingulf
- 1105–1115: Thorold
- 1115–1119: Herbert
- 1119–1174: Roger
- 1174–1182: Humbert
- 1182–1187: Alerme
- 1187–1217: Thibaud II.
- 1217–1221: Henri
- 1221–1235: Robert II.
- 1235–1236: Otran
- 1236–1256: Simon
- 1256–1257: Jean I. Vincent
- 1257–1260: Pierre I.
- 1260–1280: Jacques
- 1280–1290: Manassès
- 1290–1303: Jean II.
- 1303–1307: Jean III.
- 1307–1321: Pierre II.
- 1321–1330: Robert III. d’Ivry
- 1330–1350: Jean IV.
- 1350–1367: Gautier II.
- 1367–1378: Jean V. Fulleux
- 1378–1390: Jean VI. du Lac
- 1390–1401: Jean VII. de Marchez
- 1401–1438: Martin I. de Rouvray
- 1438–1442: Ferrand de Montreuil
- 1442–1466: Jean VIII. Lamirault
- 1466–1491: Étienne II. Berthier
- 1491–1503: Gatien de Courseulles
- 1503–1515: Guillaume de Hargeville
- 1515–1526: Milon d’Illiers
- 1526–1528: Kardinal Louis de Bourbon-Vendôme
- 1528–1540: Kardinal Raoul Pio di Savoia di Carpi
- 1540–1547: Kardinal Niccolò Gaddi
- 1547–1561: Étienne III. de Brézé-Maulévrier
- 1561–1577: Martin II. Fournier de Beaune-Semblançay
- 1577–1587: Jean-Baptiste Tiercelin de La Roche-au-Maine
- 1587–1608: Renaud Fournier de Beaune-Semblançay
- 1608–1614: Pierre III. Cottan
- 1614–1615: Philippe Moussard
- 1615–1636: Pierre IV. Habert de Montmor
- 1636–1661: Léonard I. Goulas
- 1661–1678: Charles I. d’Harcourt-Beuvron
- 1678–1742: Charles II. de Seiglière de Boisfranc
- 1742–1761: Charles III. Vincent d’Irumberry de Salaberry
- 1761–1781: Léonard II. de Sahuguet d’Amarzit d’Espagnac
- 1781–1790: Moïse-Alexandre de Beaupoil de Saint-Aulaire